# مطار غيريدا
مطار غيريدا هو مطار للاستخدام العام يقع بالقرب من غيريدا، إقليم وادي فيرا في تشاد.

## روابط خارجية
- سجل المطار غيريدا في Landings.com